# Harald Alexandrescu
Harald Alexandrescu (n. 7 ianuarie 1945, Anadia, Portugalia – d. 16 iulie 2005, București) a fost un astronom român, coordonatorul Observatorului Astronomic "Amiral Vasile Urseanu" din București timp de peste două decenii.
Asteroidul 346261 Alexandrescu poartă numele său.

## Biografie
S-a născut în anul 1945 în Portugalia, unde părinții săi se aflau refugiați din anul 1943. Tatăl său, fiind în misiune diplomatică (vice-consulul României la Barcelona, Spania) a luat atitudine de partea aliaților, denunțând poziția de alianțe a României de atunci. Familia sa a revenit în țară în 1947. Tatăl său a fost arestat de regimul comunist de la București și încarcerat ca deținut politic, fără proces, între anii 1949-1956.
A urmat cursurile Facultății de Matematică-Mecanică a Universității București , secția Astronomie între anii 1962-1967 .Fost membru al organizației Tineretului comunist din România.
Între 1968-1977 a fost cercetător științific la Institutul Astronomic al Academiei române, Sectorul Sateliți artificiali (încadrat prin repartiție guvernamentală).
În anul 1982 a obținut titlul de „doctor în matematici”, disciplina „Mecanică cerească” din cadrul Universității București, cu teza: Mișcarea unui satelit artificial al Pământului. Aplicații în geodezie.
Din 1984 a condus Observatorul Astronomic din București, cu excepția perioadei 2000 - 2001, când a fost consilier la Consiliul Național pentru Studiul Arhivelor Securității.
A fost membru ASFAN.

## Lucrări publicate
- Considerații asupra stelei variabile NQ Herculis (în colaborare cu H. Minti și Al. Dumitrescu) - 1969
- Determinarea preliminară a direcției spațiale Riga-Cairo, folosind observații simultane asupra satelitului Pageos - 1969
- Programarea unor calcule de astronomie la calculatorul electronic Olivetti - 1970
- Camera fotografică AFU-75 (în colaborare cu M. Cirsmaru și Gh. Vass) - 1972
- Efemeride precise ale sateliților artificiali utilizând calculatoarele electronice (în colaborare cu M. Cirsmaru) - 1972

## Lucrări realizate
- „Algoritm și biblioteca de programe pentru îmbunatățirea diferențială a orbitelor sateliților artificiali” - 1978 (procedeu omologat).
- „Algoritm și metodă originală de rezolvare a problemei retrointersecției în geodezie” - 1983 (procedeu omologat).